# Lopan
Pour l’article homonyme, voir Plateau du Donets.
La rivière Lopan (en russe : Лопань ; en ukrainien : Лопань ), est une rivière de Russie et d'Ukraine, affluent de la rivière Oudy dans laquelle elle se jette au sud la ville de Kharkiv. 
Sa longueur est de 93 km. 
Lopan prend sa source dans l'oblast de Belgorod en Russie à une altitude de 190 mètres, puis s'écoule en Ukraine dans le raïon de Bohodoukhiv et traverse l'oblast de Kharkiv dans l'est de l'Ukraine. 
Lopan reçoit les eaux de la rivière Kharkiv au centre de la ville même de Kharkiv.
Lopan draine un bassin d'une superficie de 2 000 km2.